# Business (film, 1960)
Pour les articles homonymes, voir Business.
Pour plus de détails, voir Fiche technique et Distribution.
Business est un film français de Maurice Boutel sorti en 1960.

## Synopsis
Deux femmes, Léa et Clotilde, avec deux hommes, Ludovic et Papillon, forment un joli quatuor d’escrocs. Leurs cibles : les pharmaciens, les diamantaires, et les gogos de tout poil qui répondent aux petites annonces alléchantes. Les affaires sont prospères, mais la police veille. Le commissaire Masson finira par les arrêter, mais, ironie du sort, pour une affaire dont ils sont totalement innocents.

## Fiche technique
- Réalisation, scénario et dialogues : Maurice Boutel
- Photographie : Enzo Riccioni
- Cadreur : Pierre Hutin
- Assistant réalisateur : Robert Casenave
- Musique : Raymond Legrand
- Montage : Paul Cayatte
- Son : Séverin Frankiel
- Photographe de plateau : René Dhainaut
- Directeur de production : André Bertoux pour Cocifrance - Procinor
- Directeur technique : André Desreumaux
- Distributeur : Cocinor-Marceau
- Pays d'origine :  France
- Format :  Noir et blanc - 35 mm - Son mono
- Genre : Comédie policière
- Durée : 87 minutes (2.441 mètres)
- Date de sortie : 
  - France - 13 janvier 1960 à Paris

## Distribution
- Colette Renard : Léa
- Marcel Charvey : Ludovic
- Pierre Doris : Papillon
- Pauline Carton : Clotilde
- Fernand Sardou : Commissaire Masson
- Junie Astor : l'avocate
- Milly Mathis : Honorine
- Raymond Legrand

## Critiques
« À peine romancé pour donner un fil conducteur à ces différents tours de passe-passe, ce film se présente un peu à la façon d'un documentaire sur l'art et la manière d'escroquer les gens. Pas de recherche dans la mise en scène; à peine ici et là une scène où perce un peu d'humour. »